# Ngwaketse
Ngwaketse è uno dei quattro sottodistretti del distretto Meridionale nel Botswana.

## Villaggi
- Betesankwe
- Diabo
- Dipotsana
- Gasita
- Kanye
- Kgomokasitwa
- Lefoko
- Lekgolobotlo
- Lorolwana
- Lotlhakane
- Lotlhakane West
- Magotlhwane
- Manyana
- Maokane
- Mogonye
- Mokhomba
- Molapowabojang
- Moshaneng
- Moshupa
- Ntlhantlhe
- Pitseng
- Ralekgetho
- Ranaka
- Segwagwa
- Seherelela
- Selokolela
- Semane
- Sese
- Sesung
- Tlhankane
- Tshwaane
- Tsonyane

## Località
- Bakwenyane
- Basarwa (località)
- Bathobantle
- Betesankwe
- Bikwane
- Bikwe
- Boakgomo (KN 2)
- Bodumatau
- Bogatakgomo
- Boloto
- Bonyamabogo Farm
- Borite
- Bosa Ranch
- Boswelakgosi
- Chawe
- Chi-Chi
- Diaka
- Dialane
- Dibajakwena
- Dibate
- Dibatleng
- Dikakana
- Dikhudu/Ramarumoadira
- Dikolobeng/Maologane
- Dikwele
- Dilokwane
- Dinatshana
- Dinenebu
- Dinoge / Mmahumalebe
- Dinogeng
- Dinonyane
- Dintsana
- Dipalane
- Dipalane
- Diphatana
- Diphawana
- Diphiring (Kanye)
- Diponyane
- Dira
- Disele
- Ditelele
- Dithakadu
- Dithakatswana
- Dithobane
- Ditladi
- Ditojana
- Ditshetlho
- Ditshilo
- Ditshole
- Ditshukutswane
- Ditshweu
- Ditsobotlana
- Fikalatshukudu
- Fikeng
- Fred Mohutsiwa Farm
- Gadile
- Gakakatle
- Gakapi
- Gakgobolo
- Gakgolobo
- Gakgongwana
- Gakhudu
- Gakhuduga
- Gakolobe
- Galemuno
- Galetanyane
- Galewane
- Galokhwa
- Galosabanyana
- Galotlhwana
- Gamaio
- Gamakaba
- Gamasarwa
- Gamatlagatsana
- Gamatlapeng
- Gamoeng
- Gamogohe
- Gamogweotsile
- Gamokalaka
- Gamokgoleo
- Gamokgosi
- Gamokongwana
- Gamonakana
- Gamoralo
- Gamoswaane
- Gamothaka
- Gamothei
- Gampudi
- Ganamanyane
- Gaphotshwana
- Gaqwee
- Garamowana
- Gasealetsa
- Gasekitla
- Gasethebe
- Gasetswinane/Tsheregetlhe
- Gathupa
- Gatlhaba
- Gatlounyane
- Gatona
- Gatontobi
- Gobothwa
- Gofhamodimo's Ranch
- Gookodisa
- Goomoloka
- Goora-seno
- Honyane
- Honye
- Honye
- Jwaneng
- Kadue
- Kamawe
- Kgamagadi
- Kgaukgawane
- Kgokgole
- Kgokgole
- Kgomo
- Kgootla
- Khakhameno
- Khau
- Khunkwane
- Khwekhwe
- Kodie
- Kolwane
- Konowe Cattle Post
- Konowe Lands
- Kubukwane
- Kue
- Kwahu
- Kwau
- Kwelepane
- Ledubeng
- lefoko cattlepost
- Legong
- Lehoko
- Lekgorapana
- Lekwadibane
- Lerojana
- Lerokolo
- Leropo
- Lesototo
- Letlapana
- Letlhatsane/Meswane
- Letsibogo
- Letsopa
- Lodingwane /Dikwakwane
- Logogwe
- Logoreng
- Lohalane
- Lohatlheng
- Lohawe
- Lojwana
- Lojwane
- Lokabane
- Lokaleng
- Lokgwathe
- Lokhomma
- Lonatong
- Lopapeng
- Lophalaphala
- Lorojane
- Lorolwane
- Losunyana
- Lotlhware
- Lotsabane
- Lowe
- Lubutse
- Lwale
- Lwale
- Mabadisa
- Mabelane
- Machaanyane
- Machana
- Madiabatho
- Madibamatswe
- Madige
- Madutela
- Maelo
- Maemangwana
- Magageng
- Magakabe
- Magantshana
- Magodire
- Mahatelo
- Mahitshwane
- Mahitshwane
- Mahurane
- Maipobane
- Maisane
- Maitse
- Maitsibidiki
- Makaletso
- Makapane
- Makodu
- Makokwe
- Makolontwane
- Makubu
- Malau
- Male
- Maleiso Lands
- Mamatsepa
- Mamemeru
- Mametlhosele
- Mampa
- Mantsetsaneng
- Mantsho
- Manyelanong
- Maologane
- Maphadikwe
- Maphukuntsi
- Marapo-a-Tshukudu
- Marotakapolo
- Marutlwe
- Masasapa
- Mashampa
- Masiasole/Bahumagadi
- Masiatilodi
- Masiatlodi Ranch
- Masime
- Masoke
- Masokwe
- Masomankane
- Matebele
- Matlapa
- Matlhakola
- Matlhaku
- Matlhakwana
- Matlhatlaganyane
- Matlhatswane
- Matlhono
- Matlhotshana
- Matlogane
- Matshai
- Matshetshwana
- Matshidiso
- Matsuatsue
- Matunte
- Maunyele
- Mehane
- Metsae
- Metsalane/Maoto
- Mheelo
- Mmabokgale
- Mmadigetwane
- Mmadinonyane
- Mmagaoate
- Mmakabile
- Mmakgodumo
- Mmakgopong
- Mmakwenakgosi
- Mmamaru
- Mmamato
- Mmamitlwe
- Mmamoalahi
- Mmamodungwa
- Mmamonkge
- Mmamorolong
- Mmamorotong
- Mmananogane
- Mmankunyane
- Mmanthubi
- Mmantshe
- Mmapekanyang
- Mmasehudula
- Mmasenyetse
- Mmutle
- Moatle
- Modimosane
- Mogapinyana (località)
- Mogogorwane
- Mogojwanamotswedi
- Mogonono
- Mohiwakgomo
- Mohuduhutswe
- Moitshinyi
- Mokadinyane
- Mokaka
- Mokalana
- Mokape
- Mokata
- Mokata
- Mokgere
- Mokgethwe
- Mokgopha
- Mokhomma Cattle Post
- Molapo-wa-Basadi
- Molebalo
- Molehise
- Molehisi
- Molelema
- Moleleme
- Moleleme Vet Camp
- Molemane
- Molokwe
- Molomo wa Kwena
- Molomoojang
- Molomoojang
- Momare
- Monganaokodu
- Monnamme
- Monono H. Ranch
- Monono H. Ranch
- Mononofele Farm
- Monyenane
- Mookane
- Mophuelo
- Moraga
- Moreane
- Morebodi
- Moreokgoname
- Moropeng
- Morwetsane
- Mosadifela
- Mosadimogolo
- Mosamowakwena
- Mosepele
- Mosetlhe
- Mosiang
- Mosimane
- Mosithwa
- Moswedi
- Motale
- Motheelelo
- Mothinyane
- Motlhalojane
- Motlhatsa
- Motlhwatse
- Motsenekatse
- Motserane
- Motsheo
- Motsomatlhose
- Mpanyo Farm
- Mpheketlhape
- Nakalakgama
- Nakalakukama/Madubane
- Nakalatlou
- Naledi
- Ngalakane
- Ngampopela
- Nganalabaloi
- Ngopilo
- Ngwanaoesi
- Ngwanawarungwane
- Ngwanyanang
- Ngwatshotsho
- Nhane
- Nkarang
- Nkokotshane
- Nneneke
- Ntlelenama
- Ntlhantlhe Lands
- Ntomaloma
- Oke
- Oki
- Oosi
- Peloyakgama
- Phaleng
- Phate
- Phitshane
- Phogotlhwe
- Phokojane
- Phokojeng
- Pholokwebu
- Pitsaneng
- Polokwe
- Pyetle
- Radikhudu
- Radinameng
- Rakgokgonyane
- Rakokolo
- Ramakgarikgari
- Ramakgetla
- Ramaretlwa
- Ramating
- Ramokgadi
- Ramongalanyane
- Ramonnedi
- Ramorekisi
- Ramoshengwane
- Ramothose
- Ramtswana
- Ranata
- Rantseane
- Rapiitane
- Rasejamesi
- Rathipa
- Ratlhogwana
- Ratshwenyana
- Rra Jacob No.1
- Rra Jacob No.2
- Sebokwane
- Segwagwa
- Seherelela Cattle Post
- Sehibidu
- Sehubidu
- Sehudi
- Sehudi
- Seinapi
- Sekalaba
- Sekgakgarua
- Sekgweng
- Sekhutlo
- Sekwele
- Selokolela Cattle Post
- Sentsi
- Senyamadi
- Seobeng
- Sephatlhaphatle
- Sepopanana
- Serala
- Seretologane
- Serotswana
- Serowe
- Sesana
- Sese Lands
- Sesitajwe
- Sesung/Kgageng
- Sesunyane
- Seteemane
- Sethulo
- Sethulwe
- Setlhabatsane/Gamosa
- Setswatlhabe/Morope
- Setuntwane
- Sobe
- SRDA camp
- Stotua
- Sutlhe
- Taka
- Tale
- Tale
- Taueshele
- Taung Farm
- Taupone
- Thakadiawa
- Thoteng
- Tirwane
- Tlanege
- Tlhogobane
- Tlhojana-ya-Letsopa
- Tlhojana-ya-Nkwe
- Tlhojanankwe
- Tlhokwane
- Tloane
- Tloung
- Toi
- Tsatsu Farm
- Tshaane
- Tshitsane
- Tshono
- Tshotshatsha
- Tsitlane
- Tsokwane
- Tsonyane C/P
- Tsonye
- Tsopane
- Tsube
- Tsuze
- Ukwi
- Ukwi Cattle Post